# Iglesia de Santa Bárbara (Barajores de la Peña)
La iglesia parroquial de Santa Bárbara es un templo de origen románico situado en la localidad palentina de Barajores de la Peña, en el municipio de Respenda de la Peña (Castilla y León, España). Situado en un extremo del caserío, junto a la carretera de salida del pueblo hacia Villalbeto de la Peña. De un románico tardío y rural, sufrió diversas transformaciones en épocas posteriores. 

## Descripción
En la fachada de acceso al templo se ubica el cementerio, así como un buen ejemplo de cruz de término. La planta del edificio es de una sola nave acompañada de una capilla lateral. En la portada podemos ver restos románicos en forma de cabezas talladas en los arranques de los arcos de la portada, la cual cuenta con arquivoltas y ya empieza a estar ligeramente apuntada, anunciándonos la llegada del gótico.

## Interior

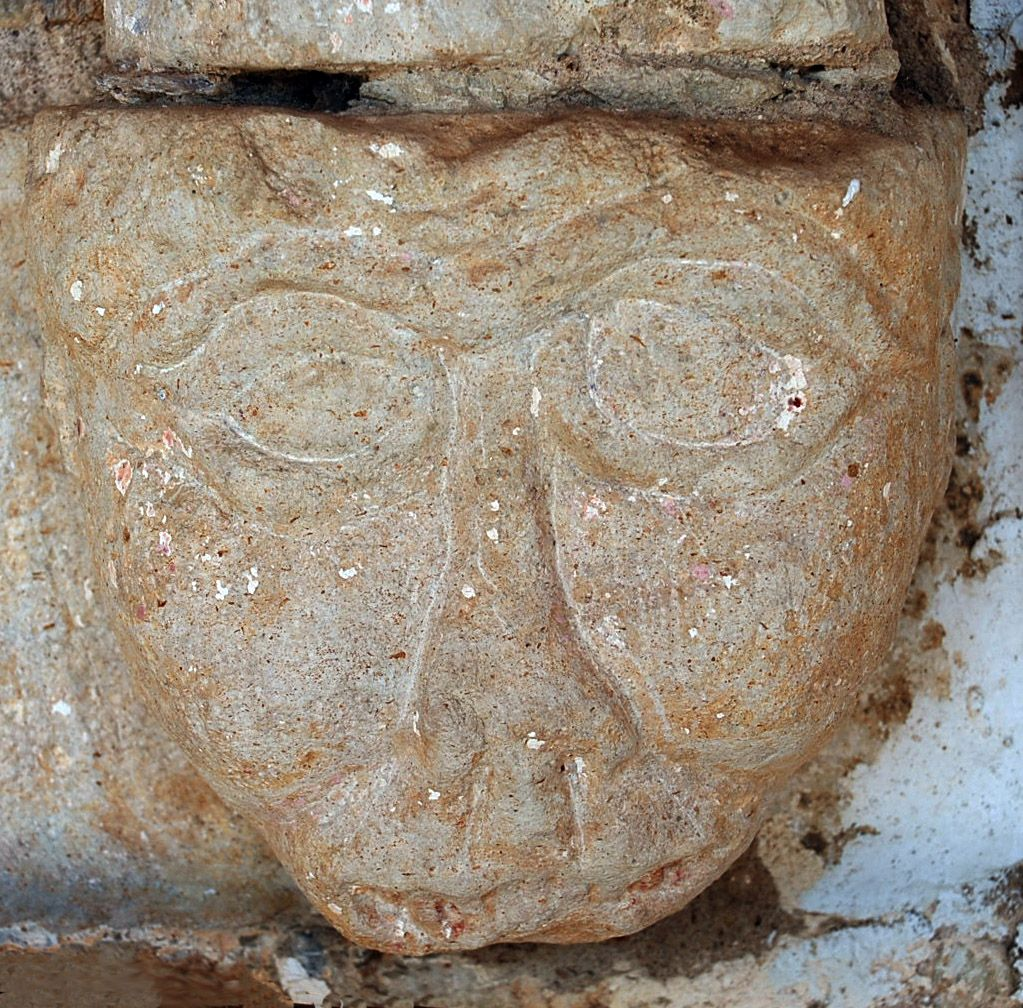
Detalle de la Portada.

En el interior destaca su pila bautismal románica de grandes dimensiones, adornada tan solo por un simple sogueado en la parte superior. Una gran parte del templo se cubre con bóvedas de aristas y se decora con yeserías barrocas. Conserva dos retablos salomónicos de finales del siglo XVII.

## Horario de visitas
Las llaves están disponibles para el visitante que lo precise.

## Galería de imágenes

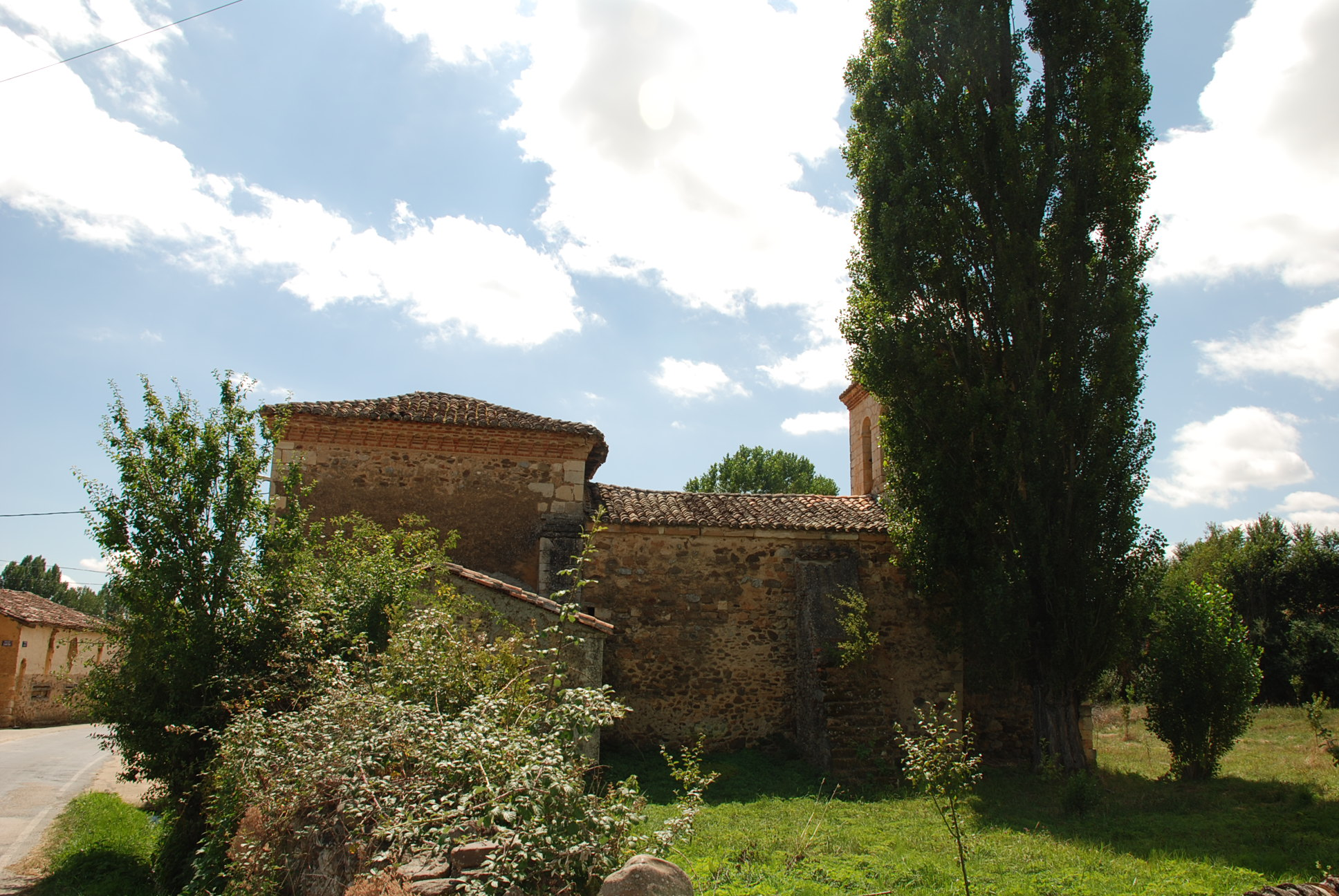
Vista posterior del templo.
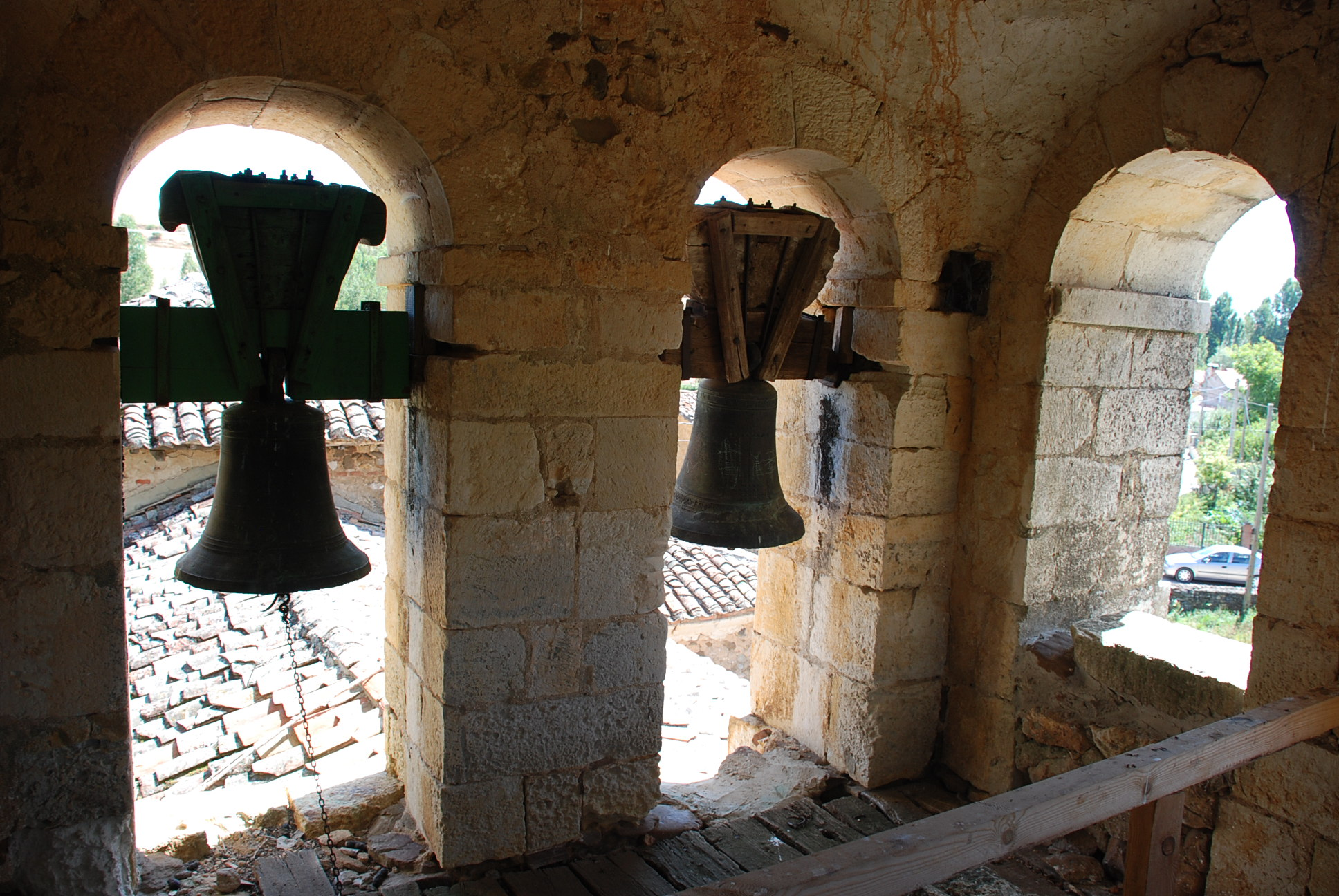
Vista del campanario.
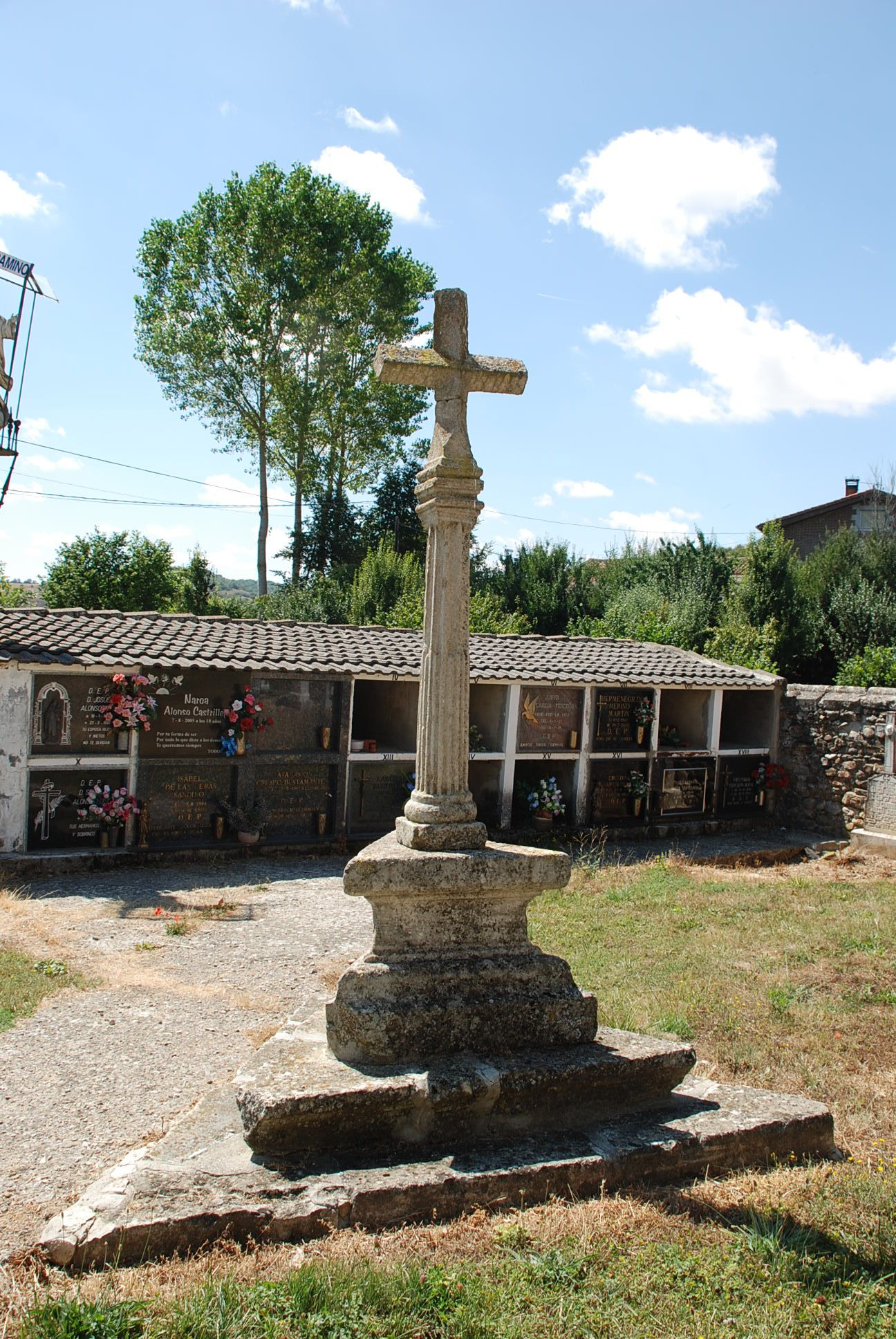
Cruz de término.
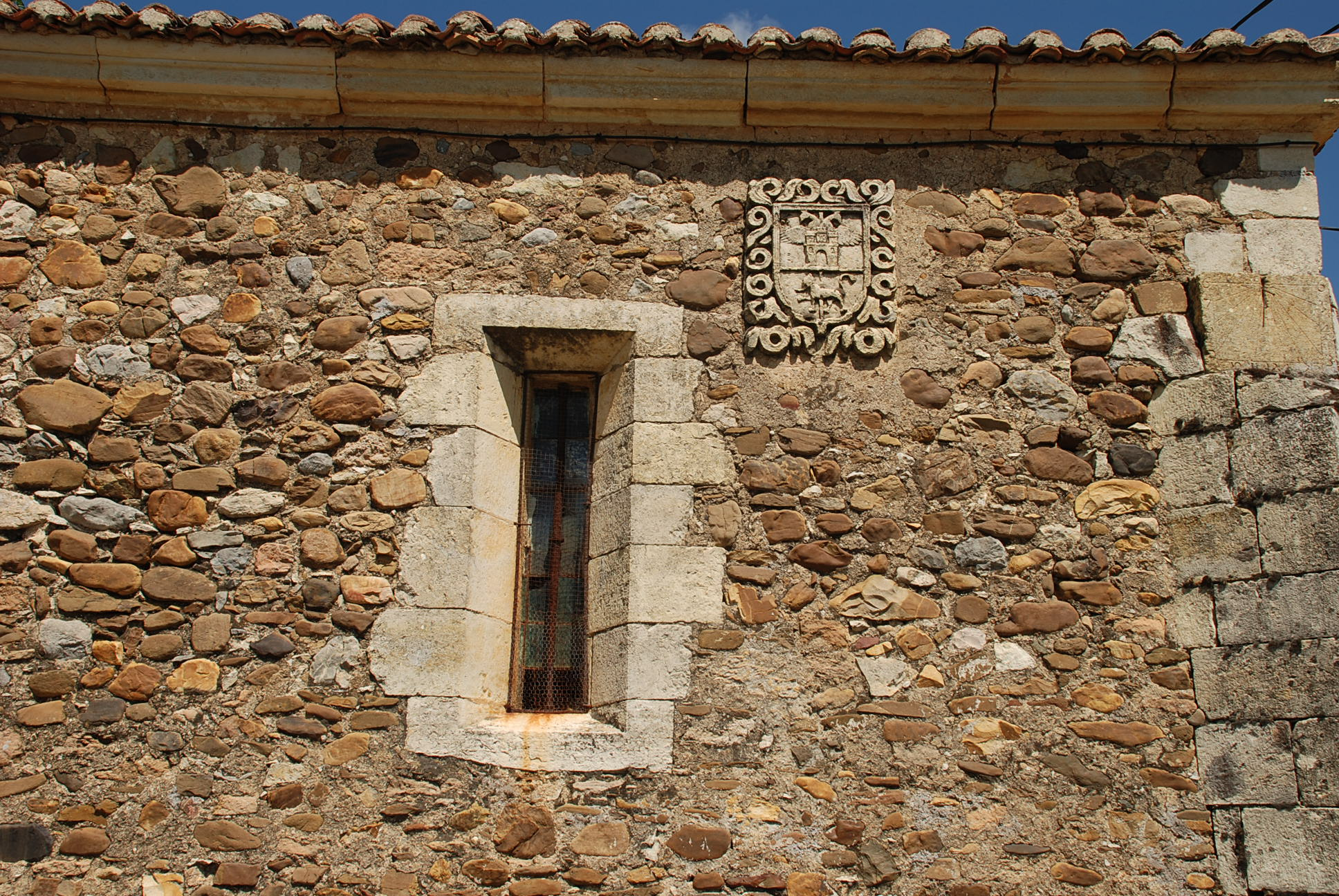
Detalle de una ventana de la fachada.

- Datos: Q5911495
- Multimedia: Church of Santa Barbara in Barajores de la Peña / Q5911495